# Francesca Ghermandi
Francesca Ghermandi (Bologna, 1964) è una fumettista e illustratrice italiana.

## Biografia
Figlia dello scultore Quinto Ghermandi e della pittrice Romana Spinelli, inizia a disegnare fin da bambina. Dopo le prime illustrazioni e fumetti brevi, crea personaggi pop e surreali, come Hyawatha Pete, Helter Skelter e Joe Indiana. Pubblica diversi romanzi a fumetti e raccolte di disegni, tra cui i volumi di Pasticca (Einaudi, 2003), Bang! Sei Morto (Seuil, 2003), Un'estate a Tombstone (D406, 2006), Grenuord (Coconino Press, 2007), Cronache dalla palude (Coconino Press, 2010). All'attività fumettistica affianca la realizzazione di illustrazioni di libri per ragazzi, progetti d'animazione, tra cui la sigla per la 62ª Biennale Cinema di Venezia e di design e la copertina del secondo volume della titolata rivista Capek. Ha esposto in Italia e all'estero (Museo dell'Illustrazione di Ferrara, Gam di Bologna, Biennale Giovani a Salonicco, Biennale d'Illustrazione di Bratislava, Festival di Angoulême) e ha ricevuto importanti riconoscimenti, tra cui il "Premio Lo Straniero" nel 1997, il "Premio miglior autore completo al festival" e il "Gran Guinigi al Miglior disegno" 2023  di Lucca Comics & Games e il premio "Jacovitti/Lisca di Pesce" a Expocartoon a Roma.